# 穆尚 (北部省)
穆尚（法語：Mouchin，法語發音：[muʃɛ̃]）是法国上法蘭西大區北部省的一个市镇，位于该省中东部，北部和比利时接壤，属于里尔区。

## 地理
穆尚（50°31'5"N, 3°17'30"E）面积9.19 平方千米，位于法国上法蘭西大區北部省，该省份为法国最北部的省份及最长的省份，西北濒北海，西接加来海峡省，南至埃纳省和索姆省，东与比利时接壤。
与穆尚接壤的市镇（或旧市镇、城区）包括：巴希、诺曼、佩韦勒地区艾克斯、布吕讷欧、吕姆、科布里约、热内。

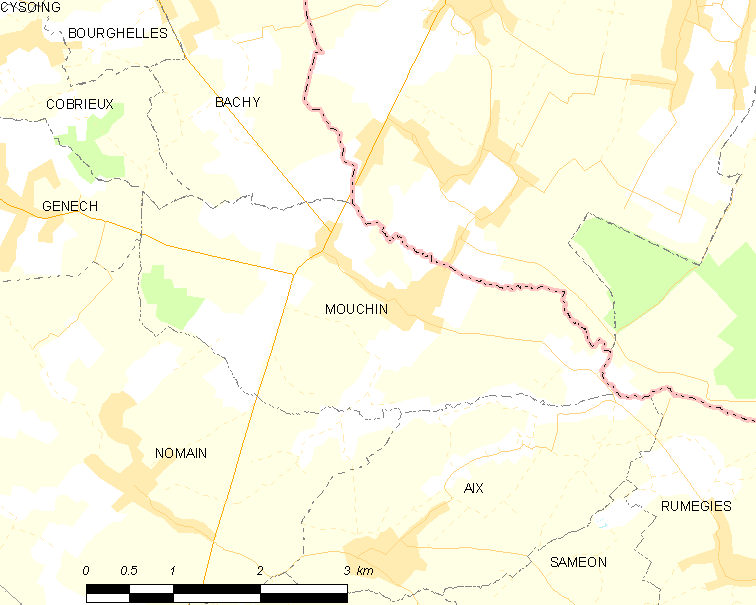
的OSM定位图

穆尚的时区为UTC+01:00、UTC+02:00（夏令时）。

## 行政
穆尚的邮政编码为59310，INSEE市镇编码为59419。

## 政治
穆尚所属的省级选区为佩韦勒地区唐普勒沃县。

## 人口

1962-2008年间人口变化图示

穆尚于2022年1月1日时的人口数量为1466人。